# Europs illaesus
Europs illaesus is een keversoort uit de familie kerkhofkevers (Monotomidae). De wetenschappelijke naam van de soort werd in 1900 gepubliceerd door David Sharp.